# Coprinellus heterothrix
Coprinellus heterothrix är en svampart som tillhör divisionen basidiesvampar, och som först beskrevs av Robert Kühner, och fick sitt nu gällande namn av Redhead, Vilgalys och Jean-Marc Moncalvo. Coprinellus heterothrix ingår i släktet Coprinellus, och familjen Psathyrellaceae. Arten är reproducerande i Sverige.